# Бенджамін Ннамді Азіківе
Бе́нджамін Нна́мді Азікі́ве (англ. Benjamin Nnamdi Azikiwe; 16 листопада 1904 — 11 травня 1996) — державний та політичний діяч Нігерії. Перший Президент незалежної Нігерії (1963-1966).

## Біографія
За етнічною приналежністю ігбо. Вищу освіту отримав в США. У 1938 році заснував газетну корпорацію «Зікс-прес». Творець та лідер партії Національна рада Нігерії та Камеруну (1944-66 роки). У 1940-ві роки висунув вимоги надання Нігерії самоуправління та план поступового перетворення в суверенну державу в рамках Британської співдружності.
Прем'єр Східного району Нігерії (1954-59 роки). Після проголошення незалежності в 1960 році генерал-губернатор (1960—1963 роки) та президент Першої республіки Нігерії (1963-66 роки). Знятий з посади в результаті військового перевороту. У 1978-83 роках очолював Нігерійську народну партію. Автор праць з проблем політики та ідеології Нігерії та Африки.